# BBV152
BBV152, noto anche come Covaxin, è un vaccino contro la COVID-19 basato su virus inattivo, sviluppato da Bharat Biotech in collaborazione con l'Indian Council of Medical Research. La somministrazione è per iniezione intramuscolare.
La Bharat Biotech ha presentato domanda al Drugs Controller General of India, chiedendo un'autorizzazione all'uso emergenziale. È stata la terza azienda dopo Serum Institute of India e Pfizer a richiedere l'approvazione per l'uso emergenziale. L'approvazione per l'uso emergenziale è stata data prima della pubblicazione dei dati dello studio di sperimentazione in fase III, suscitando numerose critiche.
Il 27 aprile 2022 l'ente regolatore del farmaco in India ha approvato per l'uso emergenziale, a partire dai 6 anni, il vaccino Covaxin successivamente il ministro della Salute indiano Mansukh Mandaviya ha confermato la notizia.